# Volksblad

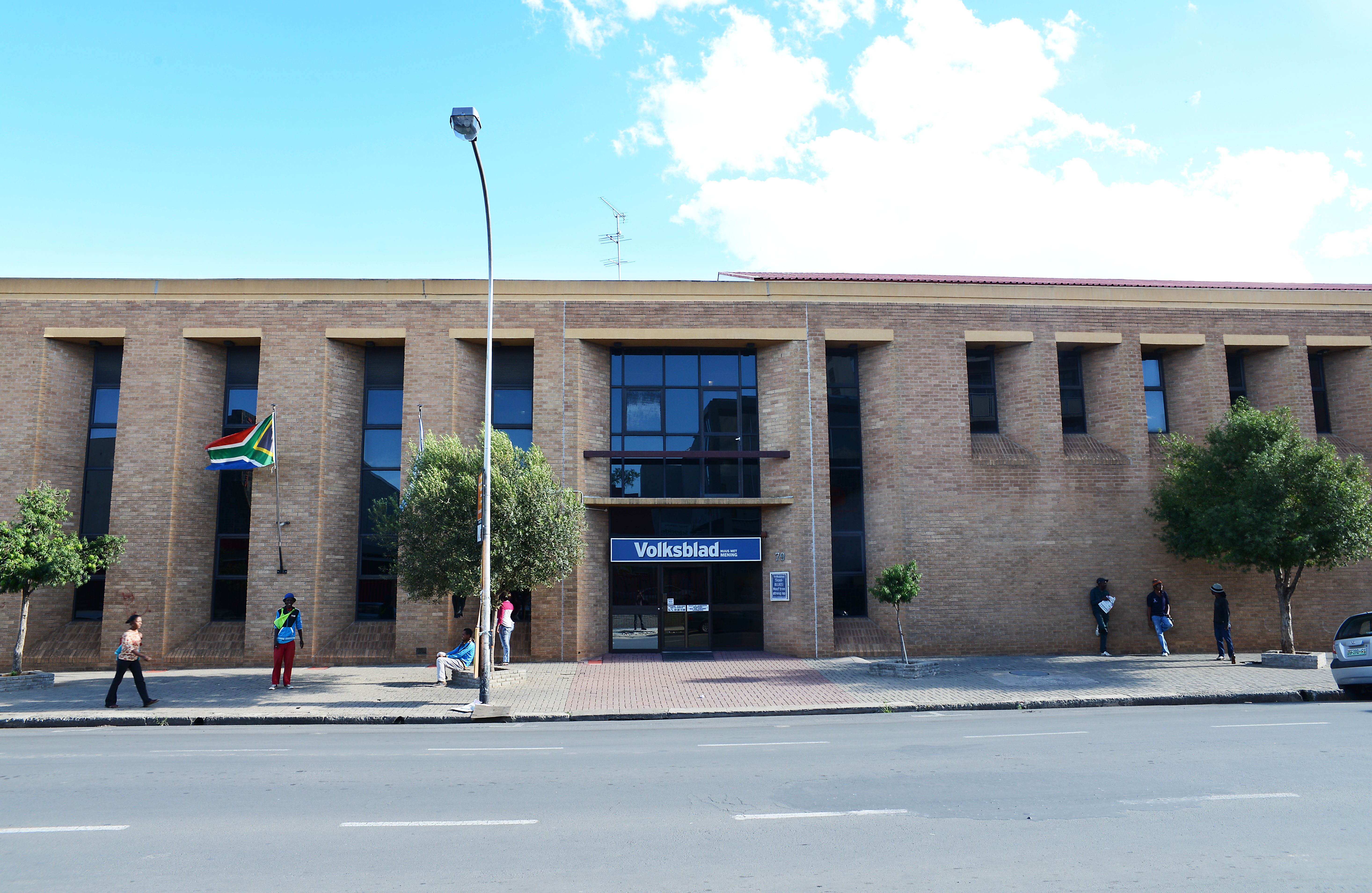
Kantoor en drukkerij tot 2020.

Volksblad was een Zuid-Afrikaans, Afrikaanstalig dagblad voor de Vrijstaat en Noord-Kaap. De krant verscheen tot 2020 in papieren formaat en verscheen tot 2024 digitaal. Sindsdien is Volksblad een digitaal kopblad van Netwerk24 voor regionaal nieuws uit de Vrijstaat en de Noord-Kaap. Het was tot 2024 de oudste Afrikaanstalige krant en een van de oudste van Zuid-Afrika. Het hoofdkantoor was gevestigd in Bloemfontein, de uitgever is Naspers.

## Geschiedenis
De geschiedenis van Volksblad begint op 18 november 1904, toen de Nederlandse drukker Hendrik de Graaf in Potchefstroom het Nederlandstalige weekblad Het Westen oprichtte. De krant zette zich in voor de belangen en de ontwikkeling van de Afrikaner bevolking in de voormalige Boerenrepublieken Oranje Vrijstaat en Transvaal, die zwaar geleden had onder de Tweede Boerenoorlog (1899-1902). In maart 1915 werd de nationalistische krant omgedoopt tot Het Volksblad en in 1916 verhuisde het hoofdkantoor naar Bloemfontein. In 1917 voltrok zich de tweede naamsverandering tot Die Volksblad en begon de krant in het Afrikaans te schrijven. In 1925 werd Die Volksblad een dagblad.
De krant was sinds het begin gevestigd in het Volksbladgebouw aan Voortrekkerstraat (nu: Nelson Mandelarylaan) in Bloemfontein. Hier waren niet alleen de kantoren van de krant, maar werd ook de drukkerij van Volksblad gevestigd.

## Vanaf de jaren '90
Sinds de jaren negentig spreekt Volksblad nadrukkelijk ook de andere bevolkingsgroepen in de Vrijstaat en Noord-Kaap aan, met name de kleurlingen maar ook de zwarten, getuige de drietalige ondertitel Saam kan ons - Together we can - Hammoho re ka kgona (de laatste is in Sotho, de meest gesproken taal in de Vrijstaat).
Bij de herstructurering van moederbedrijf Naspers in 2000, werd Volksblad samen met de andere Afrikaanstalige bladen van Naspers, ondergebracht in de nieuwe dochtermaatschappij Media24. De drukkerij in Bloemfontein werd ondergebracht in een aparte dochteronderneming met de naam Sentraal24. In de jaren daarna zouden de redacties van Volksblad, Die Burger (in de West-Kaap) en Beeld (in de voormalige provincie Transvaal) steeds verder samenwerken. 
Hoewel de krant rond 2010 vergeleken met Die Burger en Beeld een bescheiden, gestaag groeiende oplage had van bijna 30.000 exemplaren, is het lezersbereik in de dunbevolkte provincies Noord-Kaap en Vrijstaat zeer groot.
Bij de lancering van Netwerk24 in september 2014 smolten de afzonderlijke redacties samen tot één nationale Afrikaanstalige redactie onder het vaandel van Netwerk24. Ook werd het concept 'eerst digitaal' ingevoerd, waarbij artikelen eerst op de website van Netwerk24 verschenen en pas de volgende dag in de krant. Daarvoor, toen Volksblad nog een eigen website had, verschenen de artikelen pas online, nadat ze al in de krant te lezen waren.
Hoewel het dagblad zelf geen Nederlandse artikelen meer schrijft, publiceert zij soms Nederlandstalige opiniestukken over Zuid-Afrika. Deze opiniestukken worden onvertaald gepubliceerd en verschenen dikwijls eerder in dagbladen in Nederland en Vlaanderen.

## Van papier naar digitaal
In 2020 kondigde Media24 aan dat Volksblad niet meer op papier zou verschijnen, mede als gevolg van de economische gevolgen van de coronapandemie. Uitgeverij Sentraal24 was als gevolg van de plotseling gedaalde oplage/dikte van Volksblad en de gratis weekbladen financieel in zwaar weer beland. Daarna verkocht Media24 deze drukkerij en het hoofdkantoor van Volksblad in Bloemfontein.
De laatste papieren uitgave verscheen op zaterdag 8 augustus 2020. Het Volksblad kreeg een nieuw kantoor op de hoek van de President Reitzstraat en Tweede Laan. Volksblad bleef wel digitaal beschikbaar: tussen maandag 10 augustus 2024 en 20 december 2024 verscheen de krant digitaal. Abonneehouders konden de krant (compleet opgemaakt als krant) lezen op de website Netwerk24.
Artikelen uit de krant verschenen nog wel in de gedrukte lokale weekkranten die gratis in de Vrijstaat en Noord-Kaap verspreid worden. Sinds de sluiting van de uitgeverij in Bloemfontein worden weekkranten als Bloemnuus, Express, NoordkaapBulletin, Vista en VrystaatKroon in Johannesburg gedrukt en vervolgens naar de Vrijstaat en de Noord-Kaap getransporteerd. Vanwege de grote afstanden in Zuid-Afrika was dit voor het Volksblad, als dagelijks verschijnende ochtendkrant, geen optie. De krant zou dan te laat vanuit Johannesburg in het verspreidingsgebied arriveren.

## Einde digitale uitgave
Op vrijdag 20 december 2024 verscheen de laatste digitale uitgave. Sindsdien is Volksblad een digitaal kopblad van Netwerk24 voor regionaal nieuws uit de Vrijstaat en de Noord-Kaap. Er viel een beperkt aantal ontslagen, vooral bij de personen die verantwoordelijk waren voor de opmaak van Volksblad. De meeste journalisten konden hun loopbaan bij Media24 voortzetten.